# ما شاورونغ
ما شاو رونغ (بالصينية: 马绍融؛ بالرومانية: Mǎ Shào Róng؛ 1908 – 1984) ، ويُعرف أيضًا بلقبه ياو رو (尧如)، كان سياسيًا وعسكريًا صينيًا مسلمًا من قومية الدونغشيانغ، تولى عددًا من المناصب في فترة الجمهورية، منها رئيس مدينة شينينغ، ومدير مكتب الملح في تشينغهاي، وهو أيضًا والد إدريس ما ليمين، وابن عم شمس الدين ما جي رونغ.

## نسبه
باقر (马绍融) بن عبد الرحمن (马福良) بن كمال الدين (马禄) بن محمد (马福) بن تشيسيلافو (马掌教) التشيسلافي.

## حياته
وُلد ما شاو رونغ سنة 1908، التحق بالجيش في شبابه، وتدرج في المناصب حتى أصبح نائب قائد لواء، ثم نائبًا لرئيس أركان برتبة عقيد، وكان قائد كتيبة الإمداد (辎重营营长).هذه الكتيبة تضمنت:
- وحدة نقل آلي (汽车运输队).
- وحدة نقل بالعربات (马车运输队).
- وحدتي نقل بالحمل/الدواب (驮运队).

كل هذه القوات كانت متمركزة في تشينغهاي – مدينة شينينغ، بلغ تعدادها أكثر من 16,900 جندي وما يزيد عن 5,000 حصان.
فيما بعد عُيِّن مديرًا لمكتب الملح في تشينغهاي، ثم رئيسًا لمكتب ملح تشاكا، وكانت هذه المناصب تحت إشراف وزارة الاقتصاد المركزية في حكومة الكومينتانغ، ويُذكر أنه عُرف بالنزاهة والاعتدال، واشتهر بلقب "عالي الخُلق ونزيه اليد".
قبيل تأسيس جمهورية الصين الشعبية، شغل منصب رئيس بلدية عاصمة مقاطعة تشينغهاي -مدينة شينينغ-، وبعد التحرير عاد إلى قريته واشتغل بالزراعة.

## نشاطه بعد 1978
بعد انعقاد الدورة الثالثة الكاملة للجنة المركزية الحادية عشرة للحزب الشيوعي الصيني سنة 1978، اختير عضوًا في المؤتمر الاستشاري السياسي للشعب في ولاية لينشيا، كما أصبح عضوًا في المؤتمر الاستشاري السياسي لمقاطعة دونغشيانغ.

## وفاته
توفي ما شاو رونغ سنة 1984 عن عمر ناهز ستة وسبعين عامًا، مخلّفًا أربعة أبناء:
- أحمد (马云祥)
- صالح (马酒力)
- هارون (马贺祥)
- إدريس (马利民)